# Hydrocotyle torresiana
Hydrocotyle torresiana är en växtart i släktet Hydrocotyle och familjen araliaväxter.
Arten är en perenn ört som förekommer i Centralamerika. Den beskrevs av Joseph Nelson Rose och Paul Carpenter Standley 1927.